# Albertas Miškinis
Albertas Miškinis (*  12. April 1938  in Repšiškės, Rajongemeinde Panevėžys) ist ein litauischer Politiker.

## Leben
1954 absolvierte er sieben Klassen in Ramygala,  1958 das Technikum für Hydromelioration in Panevėžys und 1970 das Diplomstudium an der Lietuvos žemės ūkio akademija.
Von 1958 bis 1959 arbeitete er in Alytus. Von 1960 bis 1962 leistete er den Sowjetarmeedienst. Von 1964 bis 1974 arbeitete er am Institut für Projektierung der Wasserwirtschaft in Šilutė und ab 1971 in Utena. Von 1992 bis 1996 war er stellvertretender Direktor der Landwirtschaftsschule Utena.
Von 1990 bis 1992 war er Mitglied im Seimas.
Ab 1989 war er Mitglied von Lietuvos demokratų partija und ab 1992 der Krikščionių demokratų partija.